# Лејк Артур (Луизијана)
Лејк Артур (енгл. Lake Arthur) град је у америчкој савезној држави Луизијана.

## Демографија
По попису из 2010. године број становника је 2.738, што је 269 (-8,9%) становника мање него 2000. године.
| Група             | 2000.         | 2010.         |
| Белци             | 2.633 (87,6%) | 2.312 (84,4%) |
| Афроамериканци    | 327 (10,9%)   | 327 (11,9%)   |
| Азијати           | 3 (0,1%)      | 5 (0,2%)      |
| Хиспаноамериканци | 22 (0,7%)     | 50 (1,8%)     |
| Укупно            | 3.007         | 2.738         |